# Arnold Spencer-Smith
Arnold Patrick Spencer-Smith (17 de Março de 1883 - 9 de Março de 1916) foi um Padre Britânico  fotógrafo amador que fez parte da Expedição Transantártica Imperial liderada por Sir Ernest Shackleton (1914–17), como Capelão e fotógrafo do Grupo do Mar de Ross. A exigência física e mental da expedição resultou na sua morte. O Cabo Spencer-Smith na Ilha White (78° 00′ S, 167° 27′ L) tem o seu nome.

## Biografia
Spencer-Smith nasceu em Streatham. Frequentou a Escola de Gramática de Woodridge, o King's College de Londres e o Queen's College de Cambridge. Não pode estar presente nos exames sendo-lhe atribuído uma qualificação em História. Depois de alguns anos a leccionar na Escola do Castelo de Merchiston, em Edimburgo, Spencer-Smith foi ordenado deão na Igreja Episcopal Escocesa, em 1910, e nomeado Cura de All Saints, Edimburgo. Foi ordenado Padre pouco tempo antes de deixar Inglaterra para entrar no Aurora.